# Evropský systém centrálních bank
Evropský systém centrálních bank (ESCB) byl ustanoven na základě Maastrichtské smlouvy a oficiálně zahájil činnost 1.1. 1999 jako součást praktické realizace hospodářské a měnové unie. Skládá se z Evropské centrální banky a centrálních bank členských států Evropské unie (tedy i těch, které nejsou členem Eurosystému).
Byly založeny tyto zásadní principy činnosti ESCB:
- udržování cenové stability
- vytváření a realizace jednotné měnové politiky
- podpora stability měnových kurzů
- správa devizových rezerv
- péče o řádný chod systému centrálních bank